# Замок на болоте

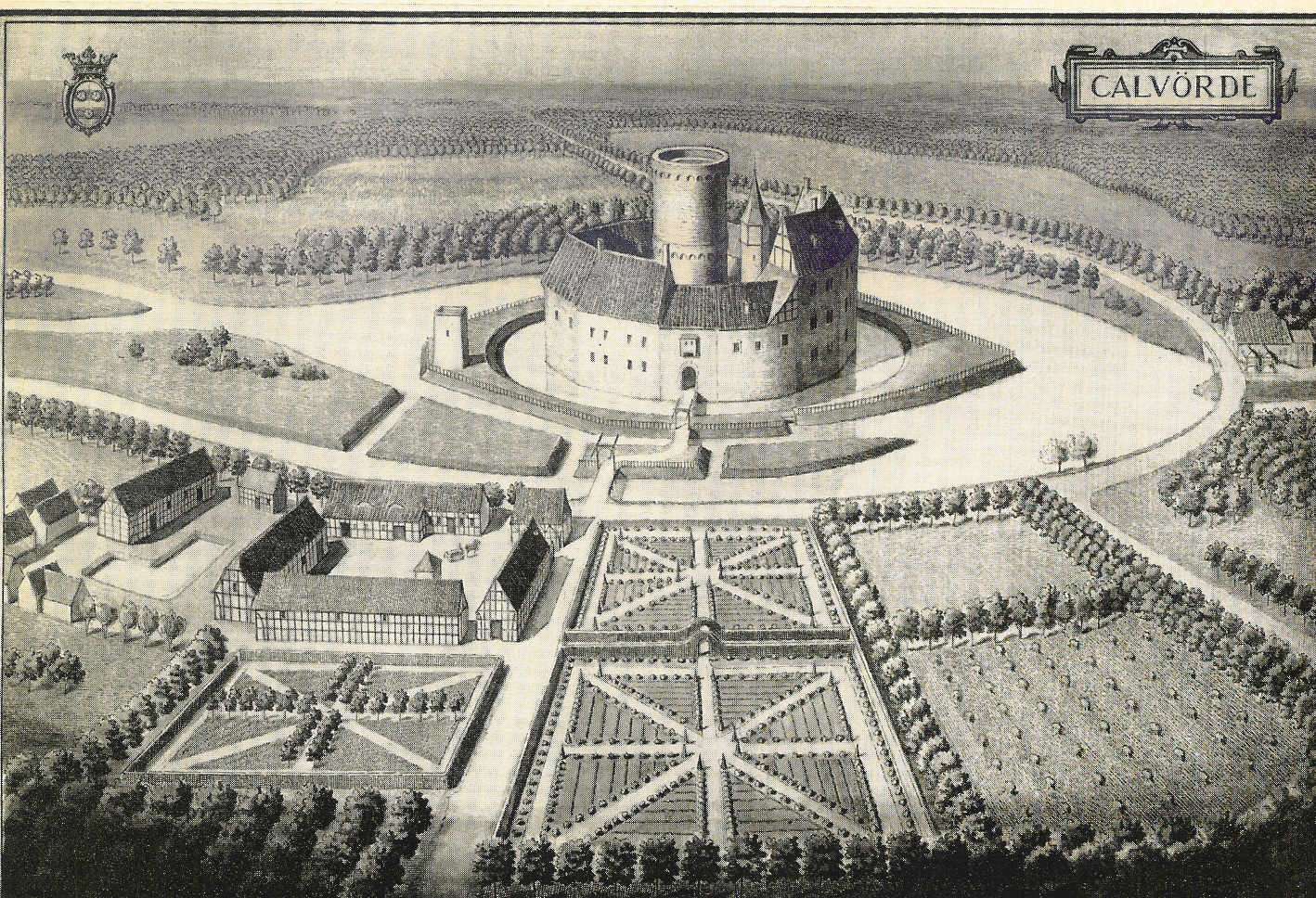
Замок Calvörde Castle, замок на болоте, изображение ок. 1600 года

Замок на болоте — вид замка,  находящегося в маршевой или болотной местности. Характерная особенность такого рода сооружений заключается в наличии дополнительного защитного свойства местности - непроходимости. Подобное размещение замков исключало возможность подхода пехоты противника вплотную к фортификации и позволяло долгое время держать осаду, не боясь попыток штурма. 
Однако и у такого размещения были свои недостатки. С точки зрения тактики, местность ограничивала в передвижении не только войска противника, но и союзные силы (ограниченность манёвра); также такое размещение требовало от хозяев хорошо продуманную логистику (подвоз обозами продовольствия, других необходимых материалов был очень сложен и осуществлялся по конкретным маршрутам).  
Ныне широко известные болотные замки в Германии:
- Weferlingen Castle — разрушенный замок в городе Эбисфельде-Веферлинген в федеральной земле Саксония-Анхальт.
- Oebisfelde Castle — старейший из сохранившихся болотных замков Германии, также находится в городе Эбисфельде-Веферлинген.
- Storkow Castle — в Шторкове в федеральной земле Бранденбург.
- Calvörde Castle — в Кальфёрде в федеральной земле Саксония-Анхальт.